# Kamienica Zubkiewiczowska w Krakowie
Kamienica Zubkiewiczowska – zabytkowa kamienica znajdująca się w Krakowie, w dzielnicy I Stare Miasto  przy ulicy Szpitalnej 8, na rogu z ulicą św. Tomasza 25a,  na Starym Mieście.
Jest to budynek dwupiętrowy, z trzema osiami od strony ul. Szpitalnej i czterema od strony ul. św. Tomasza. Obie elewacje kamienicy wsparte są szkarpami. Prosty kamienny portal znajduje się od strony ul. Szpitalnej.
Kamienica została wzniesiona na przełomie XIV i XV wieku. W XVIII i XIX wieku była rozbudowywana. Przez długi czas należała do rodziny Zubkiewiczów, znanych krakowskich piwowarów. W XIX wieku w parterze domu otwarto antykwariat, którego właścicielem był żyd Szaja Lejba. Sklep istniał do 1939.
17 maja 1966 kamienica została wpisana do rejestru zabytków. Znajduje się także w gminnej ewidencji zabytków.